# Tiểu hành tinh

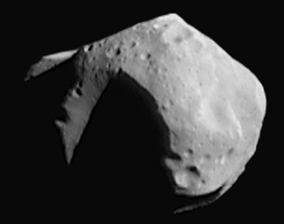
253 Mathilde, một tiểu hành tinh kiểu C.

Tiểu hành tinh là một hành tinh vi hình—một vật thể không phải là hành tinh thực sự hay sao chổi—ở vòng trong hệ Mặt Trời. Chúng là những vật thể bằng đá, kim loại hoặc băng không có bầu khí quyển. Kích thước và hình dạng của các tiểu hành tinh khác nhau đáng kể, từ những tảng đá có đường kính 1 mét đến một hành tinh lùn có đường kính gần 1.000 km.
Trong số khoảng một triệu tiểu hành tinh đã biết, số lượng lớn nhất nằm giữa quỹ đạo của Sao Hỏa và Sao Mộc, cách Mặt Trời khoảng 2 đến 4 AU, trong vành đai tiểu hành tinh. Các tiểu hành tinh thường được phân thành ba loại: loại C, loại M và loại S. Chúng được đặt tên theo và thường được xác định tương ứng với các thành phần carbon, kim loại và silic. Kích thước của các tiểu hành tinh rất khác nhau; lớn nhất, Ceres, có chiều ngang gần 1.000 km (600 mi) và đủ tiêu chuẩn để là một hành tinh lùn, trong khi số còn lại hiện được xếp loại như những vật thể nhỏ hệ Mặt Trời. Tổng khối lượng của tất cả các tiểu hành tinh cộng lại chỉ bằng 3% khối lượng Mặt Trăng của Trái Đất. Phần lớn các tiểu hành tinh ở vành đai chính có quỹ đạo hơi hình elip, ổn định, quay cùng hướng với Trái Đất và mất từ ba đến sáu năm để hoàn thành một vòng quanh Mặt Trời.
Mọi người cho rằng các tiểu hành tinh là tàn tích của một đĩa tiền hành tinh, và trong vùng này sự hợp nhất của các tàn tích tiền hành tinh thành các hành tinh không thể diễn ra vì những ảnh hưởng hấp dẫn to lớn từ Sao Mộc trong giai đoạn thành tạo của hệ Mặt Trời. Một số tiểu hành tinh có các vệ tinh hay đi thành cặp trở thành các hệ đôi. 

## Lịch sử quan sát

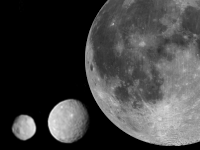
Từ trái sang phải: 4 Vesta, 1 Ceres, Mặt Trăng của Trái Đất.

Chỉ có một tiểu hành tinh, 4 Vesta, có bề mặt tương đối phản chiếu, thường có thể nhìn thấy bằng mắt thường. Khi ở vị trí thuận lợi, 4 Vesta có thể được nhìn thấy trên bầu trời tối. Hiếm khi, các tiểu hành tinh nhỏ đi gần Trái Đất có thể được nhìn thấy bằng mắt thường trong một khoảng thời gian ngắn. Tính đến tháng 4 năm 2022, Minor Planet Center đã có dữ liệu về 1.199.224 hành tinh vi hình trong và ngoài hệ Mặt Trời, trong đó khoảng 614.690 hành tinh vi hình có đủ thông tin để được đánh số.

### Khám phá Ceres
Năm 1772, nhà thiên văn học người Đức Johann Elert Bode, trích dẫn Johann Daniel Titius, đã công bố một numerical procession được gọi là định luật Titius–Bode. Ngoại trừ khoảng cách không giải thích được giữa Sao Hỏa và Sao Mộc, công thức của Bode dường như dự đoán quỹ đạo của các hành tinh đã biết.
Công thức của Bode dự đoán một hành tinh khác sẽ được tìm thấy với bán kính quỹ đạo gần 2,8 đơn vị thiên văn (AU), hay 420 triệu km, tính từ Mặt Trời. Định luật Titius–Bode được củng cố hơn nhờ việc William Herschel phát hiện ra Sao Thiên Vương ở gần khoảng cách được dự đoán cho một hành tinh ngoài Sao Thổ. Năm 1800, một nhóm, được đứng đầu bởi Franz Xaver von Zach–biên tập viên tạp chí thiên văn học Đức Monatliche Correspondenz, đã gửi yêu cầu tới 24 nhà thiên văn học giàu kinh nghiệm (người mà ông mệnh danh là "celestial police"), mong muốn họ cùng nỗ lực và bắt đầu tìm kiếm một cách có phương pháp hành tinh dự kiến. Mặc dù họ không phát hiện ra Ceres nhưng sau đó họ đã tìm thấy tiểu hành tinh 2 Pallas, 3 Juno và 4 Vesta.
Một trong những nhà thiên văn học được chọn để tìm kiếm là Giuseppe Piazzi, một linh mục Công giáo tại Học viện Palermo, Sicily. Trước khi nhận được lời mời tham gia nhóm, Piazzi đã phát hiện ra Ceres vào ngày 1 tháng 1 năm 1801. Ông đang tìm kiếm "[ngôi sao] thứ 87 trong the Catalogue of the Zodiacal stars of Mr la Caille". Thay vì một ngôi sao, Piazzi đã tìm thấy một vật thể giống như ngôi sao đang chuyển động, mà lúc đầu ông nghĩ đó là sao chổi.
Piazzi đã quan sát Ceres tổng cộng 24 lần, lần cuối cùng vào ngày 11 tháng 2 năm 1801, khi bệnh tật làm gián đoạn công việc của ông. Ông công bố khám phá của mình vào ngày 24 tháng 1 năm 1801 bằng thư và chỉ gửi cho hai nhà thiên văn học là Barnaba Oriani ở Milan và Bode ở Berlin. Ông cho biết nó là một sao chổi nhưng "vì chuyển động của nó quá chậm và khá đồng đều nên tôi đã nhiều lần nghĩ rằng nó có thể là thứ gì đó hơn là sao chổi". Vào tháng 4, Piazzi đã gửi những quan sát đầy đủ của mình cho Oriani, Bode và nhà thiên văn học người Pháp Jérôme Lalande. Thông tin này được công bố trên tạp chí Monatliche Correspondenz số tháng 9 năm 1801.

### Tìm kiếm thêm

Kích thước của 10 tiểu hành tinh được phát hiện đầu tiên, so với Mặt Trăng.

Ba tiểu hành tinh khác (2 Pallas, 3 Juno và 4 Vesta) được nhóm của von Zach phát hiện trong vài năm tiếp theo, với Vesta được tìm thấy vào năm 1807. Không có tiểu hành tinh mới nào được phát hiện cho đến năm 1845. Nhà thiên văn nghiệp dư Karl Ludwig Hencke bắt đầu tìm kiếm các tiểu hành tinh mới vào năm 1830, và 15 năm sau, trong khi tìm kiếm Vesta, ông đã tìm thấy tiểu hành tinh sau này được đặt tên là 5 Astraea. Đây là phát hiện tiểu hành tinh mới đầu tiên sau 38 năm. Carl Friedrich Gauß được vinh dự đặt tên cho tiểu hành tinh này. Sau đó, các nhà thiên văn học khác cũng tham gia; 15 tiểu hành tinh đã được tìm thấy vào cuối năm 1851. Năm 1868, khi James Craig Watson phát hiện ra tiểu hành tinh thứ 100, Viện Hàn lâm Khoa học Pháp đã khắc hình ảnh của Karl Theodor Robert Luther, John Russell Hind và Hermann Goldschmidt, ba người tìm kiếm tiểu hành tinh thành công nhất vào thời điểm đó, trên một huy chương kỷ niệm đánh dấu sự kiện này.
Năm 1891, Max Wolf đi tiên phong trong việc sử dụng kỹ thuật chụp ảnh thiên văn để phát hiện các tiểu hành tinh xuất hiện dưới dạng những vệt ngắn trên các tấm ảnh phơi sáng dài. Điều này làm tăng đáng kể tỷ lệ phát hiện so với các phương pháp trực quan trước đó: chỉ riêng Wolf đã phát hiện ra 248 tiểu hành tinh; phát hiện đầu tiên là 323 Brucia, trong khi chỉ có hơn 300 tiểu hành tinh được phát hiện cho đến thời điểm đó. Người ta biết rằng còn nhiều hơn nữa, nhưng hầu hết các nhà thiên văn học không bận tâm đến chúng, một số gọi chúng là "sâu bọ của bầu trời", cụm từ bị gán cho Eduard Suess và Edmund Weiss. Thậm chí một thế kỷ sau, chỉ có vài nghìn tiểu hành tinh được xác định, đánh số và đặt tên.

### Thế kỷ 19 và 20

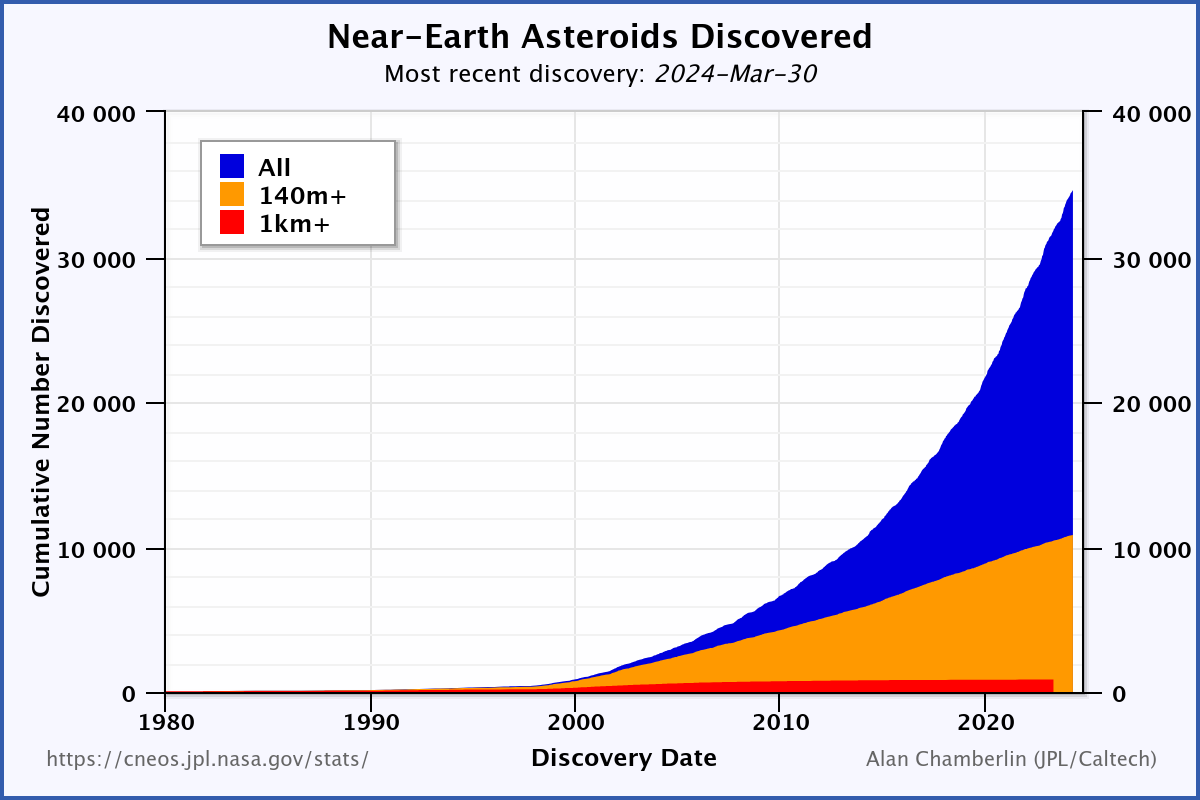
Những khám phá về các tiểu hành tinh gần Trái Đất được biết đến theo kích thước, 1980–2022.

Trước đây, các tiểu hành tinh được phát hiện bằng quy trình gồm bốn bước. Đầu tiên, một vùng bầu trời được chụp ảnh bằng kính viễn vọng trường rộng hoặc astrograph. Các cặp ảnh được chụp, thường cách nhau một giờ. Nhiều cặp có thể được thực hiện trong một loạt các ngày. Thứ hai, hai film hoặc plate của cùng một vùng được xem dưới kính lập thể. Một vật thể quay quanh Mặt Trời sẽ di chuyển nhẹ giữa cặp film. Dưới kính lập thể, hình ảnh của vật thể dường như nổi lên một chút trên nền của các ngôi sao. Thứ ba, một khi xác định được một vật thể chuyển động, vị trí của nó sẽ được đo chính xác bằng kính hiển vi số hóa (digitizing microscope). Vị trí sẽ được đo tương ứng với các vị trí ngôi sao đã biết.
Ba bước đầu tiên này không giúp khám phá ra tiểu hành tinh: người quan sát chỉ tìm thấy một sự hiện diện, được chỉ định tạm thời, bao gồm năm phát hiện, một chữ cái biểu thị half-month phát hiện, và cuối cùng là một chữ cái và một con số chỉ rõ số thứ tự của khám phá (ví dụ, 1998 FJ74). Bước cuối cùng là gửi vị trí và thời gian quan sát đến Minor Planet Center.

## Phân loại
Các tiểu hành tinh thường được phân loại theo hai tiêu chí: đặc điểm quỹ đạo của chúng và đặc điểm phổ phản xạ của chúng.

### Phân loại quỹ đạo
Nhiều tiểu hành tinh đã được xếp vào group và family dựa trên đặc điểm quỹ đạo của chúng. Ngoài sự phân chia rộng nhất, người ta thường đặt tên một group tiểu hành tinh theo tên tiểu hành tinh đầu tiên của group đó được phát hiện. Các group là những liên kết động học tương đối lỏng lẻo, trong khi các family thì chặt chẽ hơn và là kết quả của sự tan vỡ của một tiểu hành tinh mẹ lớn trong quá khứ.

### Phân loại quang phổ

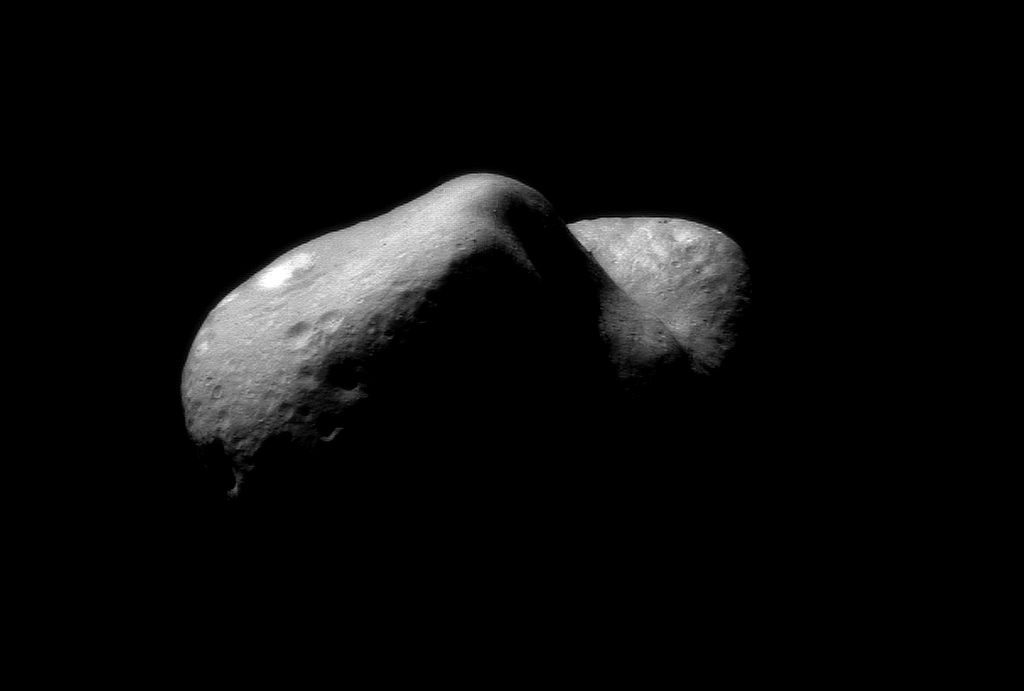
Bức ảnh này của 433 Eros cho thấy hình ảnh nhìn từ một phía tiểu hành tinh qua rãnh máng ở mặt trên của nó về phía đối diện. Các đặc điểm lớn cỡ 35m có thể được nhìn thấy.

Năm 1975, một hệ thống phân loại dựa trên màu sắc, suất phản chiếu và hình dạng quang phổ đã được Clark R. Chapman, David Morrison, và Ben Zellner phát triển. Các tính chất đó được cho là tương ứng với thành phần vật chất bề mặt tiểu hành tinh. Ban đầu, họ chỉ xếp tiểu hành tinh vào ba loại:
- Các tiểu hành tinh kiểu C, carbon, 75% số tiểu hành tinh đã biết.
- Các tiểu hành tinh kiểu S, silic, 17% số tiểu hành tinh đã biết.
- Các tiểu hành tinh kiểu M, kim loại, đa số còn lại.

Từ đó danh sách này đã được mở rộng bao gồm một số kiểu tiểu hành tinh khác. Số lượng các kiểu tiếp tục tăng lên khi càng nhiều tiểu hành tinh được nghiên cứu.
Cần nhớ rằng tỷ lệ các tiểu hành tinh đã biết được xếp vào nhiều kiểu quang phổ khác nhau không nhất thiết phản ánh tỷ lệ tất cả các tiểu hành tinh thuộc kiểu đó; một số kiểu dễ dàng phát hiện hơn những kiểu khác, ảnh hưởng tới những con số tổng kết.

#### Những vấn đề khi sử dụng phân loại theo quang phổ
Trước kia, việc xác định quang phổ dựa trên sự suy luận thành phần của tiểu hành tinh:
- C – carbon
- S – silic
- M – kim loại

Tuy nhiên, sự tương ứng giữa lớp quang phổ và thành phần không phải lúc nào cũng tốt đẹp, và có rất nhiều kiểu xếp hạng được sử dụng. Điều này dẫn tới sự lẫn lộn rất lớn. Trong khi các tiểu hành tinh thuộc các lớp quang phổ khác nhau có vẻ được cấu thành từ những vật liệu khác nhau, thì lại không có những sự đảm bảo rằng các tiểu hành tinh trong cùng một lớp phân loại được cấu thành từ những vật liệu như nhau.

Hiện tại, việc xếp hạng quang phổ dựa trên nhiều cuộc khảo sát phân tích quang phổ không chính xác trong thập kỷ 1990 vẫn được coi là tiêu chuẩn. Các nhà khoa học không thể đồng thuận cho một hệ thống xếp hạng tốt hơn, phần lớn bởi sự khó khăn để thu được các số đo chi tiết thường xuyên cho một lượng lớn các tiểu hành tinh (ví dụ, phân tích quang phổ chính xác hơn, hay các dữ liệu phi quang phổ như mật độ sẽ rất hữu ích).

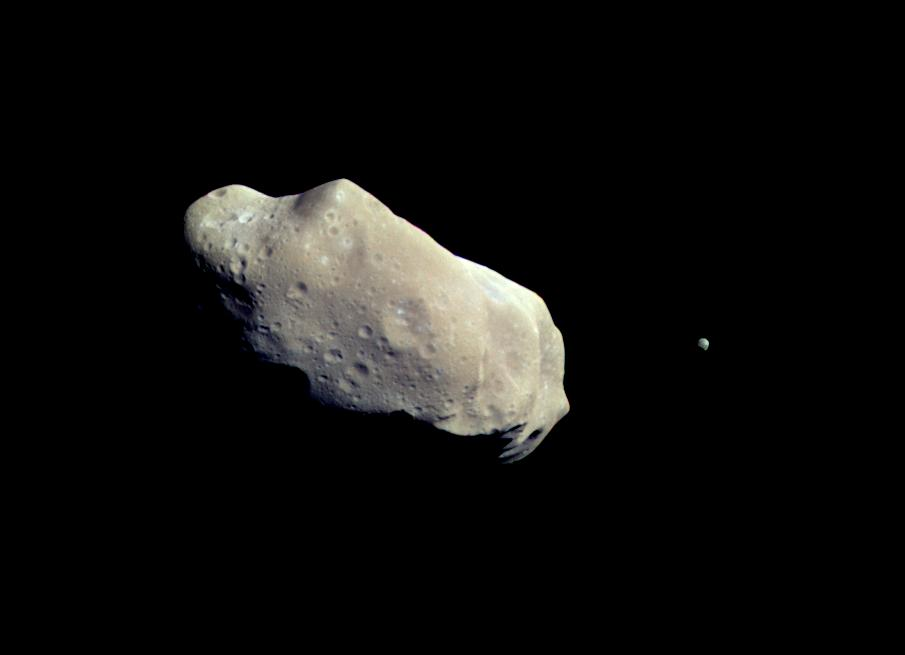
243 Ida và vệ tinh Dactyl, vệ tinh đầu tiên của một tiểu hành tinh được khám phá.

## Đặt tên tiểu hành tinh

### Quy ước đặt tên
Một tiểu hành tinh mới được phát hiện được đặt một tên tạm thời gồm năm phát hiện và một mã chữ (như 2002 AT4). Khi quỹ đạo của nó đã được xác định, nó được trao một số, và sau này có thể được đặt một cái tên (ví dụ, 433 Eros). Quy ước đặt tên chính thức sử dụng dấu ngoặc quanh số (ví dụ, (433) Eros), nhưng việc bỏ dấu ngoặc cũng khá thường xuyên. Một cách không chính thức, mọi người thường gộp tất cả số lại với nhau, hay bỏ nó sau khi đã được đề cập tới lần đầu tiên ở những tên lặp lại sau đó.
Các tiểu hành tinh đã được trao một con số nhưng không phải là tên thì vẫn giữ tên tạm thời của mình, ví dụ, (29075) 1950 DA. Khi các kỹ thuật khám phá tiểu hành tinh hiện đại khiến số lượng chúng tăng vọt, dần dần chúng bị bỏ mặc vô danh như cũ. Tiểu hành tinh đầu tiên không có tên như vậy là (3360) 1981 VA.

### Đánh số tiểu hành tinh
Các tiểu hành tinh sẽ được trao một con số chính thức ngay khi quỹ đạo của chúng được xác định. Với tốc độ phát hiện tiểu hành tinh ngày càng tăng, chúng hiện được đánh theo dãy sáu số. Việc chuyển từ dãy năm số sang dãy sáu số diễn ra sau việc xuất bản Minor Planet Circular (MPC) ngày 19 tháng 10 năm 2005, với việc số tiểu hành tinh được đánh số nhảy vọt từ 99947 lên 118161. Sự thay đổi này đã gây ra một cơn khủng hoảng kiểu "Y2K" nhỏ với nhiều trung tâm dịch vụ dữ liệu tự động, bởi chúng chỉ được quy định định dạng dãy năm số cho tiểu hành tinh. Đa số các trung tâm dã mở rộng phạm vi số tiểu hành tinh. Những trung tâm không làm tương tự xử lý vấn đề này bằng cách thay con số xa nhất bên trái (đơn vị mười ngàn) bằng chữ. Vì thế, dãy số dài như 120437 sẽ được định dạng thành C0437 trên một số bản danh sách.

## Khảo sát tiểu hành tinh

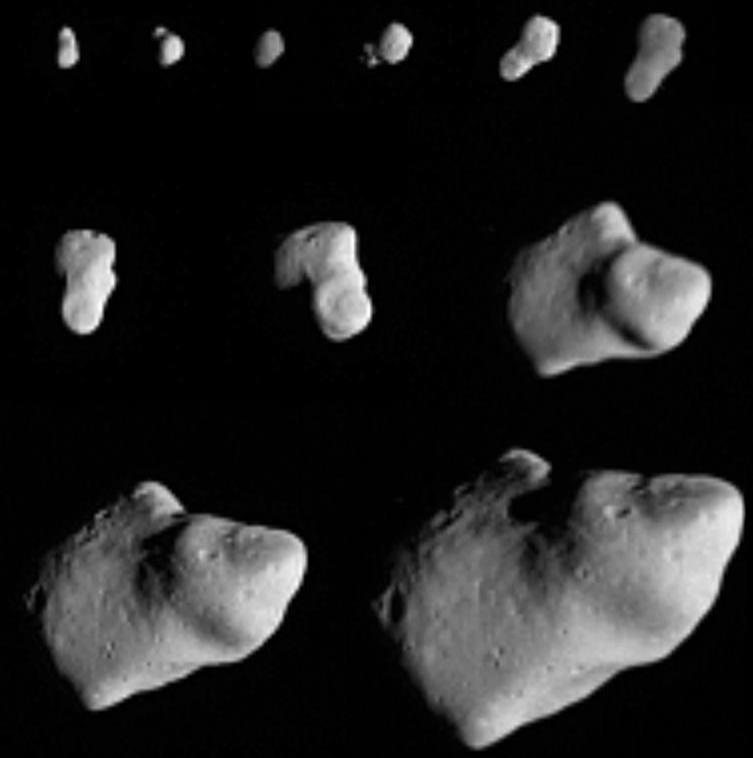
951 Gaspra, tiểu hành tinh đầu tiên được chụp cận cảnh.